# Condado de Lubliniec
Condado de Lubliniec (polaco: powiat lubliniecki) é um powiat (condado) da Polónia, na voivodia de Silésia. A sede do condado é a cidade de Lubliniec. Estende-se por uma área de 822,13 km², com 76 692 habitantes, segundo os censos de 2005, com uma densidade 93,28 hab/km².

## Divisões admistrativas
O condado possui:
Comunas urbanas: Lubliniec
Comunas urbana-rurais: Woźniki
Comunas rurais: Boronów, Ciasna, Herby, Kochanowice, Koszęcin, Pawonków
Cidades: Lubliniec, Woźniki

## Demografia
População (dados de 30 de Junho de 2005):
|          | Total   | Total | Mulheres | Mulheres | Homens  | Homens |
| -------- | ------- | ----- | -------- | -------- | ------- | ------ |
|          | pessoas | %     | pessoas  | %        | pessoas | %      |
| Total    | 76 692  | 100   | 38 971   | 50,8     | 37 721  | 49,2   |
| Cidades  | 28 662  | 100   | 14 668   | 51,2     | 13 994  | 48,8   |
| Povoados | 48 030  | 100   | 24 303   | 50,6     | 23 727  | 49,4   |